# Rubber
Rubber (prt: Rubber: Pneu) é um filme de comédia e terror francês com direção de Quentin Dupieux que conta a história de Rubber, um pneu assassino.[carece de fontes?]

## Elenco
- Stephen Spinella como Tenente Chad Ballard
- Jack Plotnick como Contador
- Roxane Mesquida como Sheila
- Wings Hauser como Senhor Watchorn, o rapaz na cadeira de rodas
- Ethan Cohn como Ethan, o cinéfilo
- Charley Koontz como Charley, o cinéfilo
- Hayley Holmes como Cindy
- Haley Ramm como Fiona
- Daniel Quinn como Pai
- Devin Brochu como Filho
- Tara Jean O'Brien como Martina, a empregada
- David Bowe como Senhor Hugues
- Remy Thorne como Zach
- Cecelia Antoinette como Moça
- Thomas F. Duffy como Deputado Xavier
- Blake Robbins como Deputado Luke
- Pete Dicecco como Deputado Pete
- Courtenay Taylor como Deputado Denise
- James Parks como Deputado Doug
- Gaspard Augé como Mochileiro
- Pedro Winter como Tyre Burner
- Robert the Tyre como Robert
- Pneu como Rubber

## Lançamento do filme
O filme foi exibido em 15 de Maio de 2010 às Semana de Cannes Critic. Depois que o filme foi exibido em Cannes, ele foi pego para distribuição EUA pela Magnet Releasing. Rubber tem a sua estreia fora da França em 09 de julho de 2010 no Festival de Fantasia. Rubber foi exibido no Festival de cinema de Sitges onde teve uma recepção positiva o filme foi exibido em Toronto, no após revista escuro Film Festival. Fangoria declarou o filme "profundamente dividida" a reação do público dizendo que Rubber ganhou "enormes risos e aplausos, bem como as únicas vaias escutadas por Fango no fest" o DVD e trilha sonora foram feitas disponíveis para compra a partir de 14 de março de 2011 e o DVD e Blu-ray Discfrom em 7 de junho de 2011.[carece de fontes?]